# District de Guiren
Le district de Guiren (chinois traditionnel : 歸仁區 ; pinyin : guīrén qū ; anglais : Gueiren District) est un district de la municipalité spéciale de Tainan.

## Histoire
Le territoire est dans un premier temps habité par les Xinkang, une tribu Siraya. Lorsque les troupes du général Koxinga débarquent sur l'île de Taïwan, les habitations en terre crue sont progressivement remplacées par de nouvelles avec des toits recouverts de tuiles rouges ; ces dernières inspireront le nom Hongwacuo, nouvelle dénomination pour la localité. Une école, portant le nom de village de Baoxi, est par la suite implantée pour éduquer la population. Elle sera par la suite renommée Guiren, donnant ainsi son nom à la région.
Pendant la période de domination japonaise, le territoire est restructuré en tant que village de Guiren en 1920.
Après la Seconde Guerre mondiale, le village de Guiren est structuré en tant que canton de Guiren.
Le 25 décembre 2010, alors que le comté de Tainan fusionne avec la ville de Tainan, le canton de Guiren est restructuré en tant que district de Guiren.

## Géographie
Le district couvre une superficie de 55,79 km2.
Il compte 68 387 habitants d'après le recensement de mars 2019.